# دو فورست (دهانه)
دو فورست یک دهانه برخوردی در ماه‌ است.